# Alchemilla frigens
Alchemilla frigens är en rosväxtart som beskrevs av Robert Buser och Jaquet. Alchemilla frigens ingår i släktet daggkåpor, och familjen rosväxter. Inga underarter finns listade i Catalogue of Life.